# Fáni-völgyi 5. sz. üreg
A Fáni-völgyi 5. sz. üreg a Duna–Ipoly Nemzeti Parkban található Vértes hegységben, Vértesbogláron lévő egyik barlang.

## Leírás
Vértesboglár külterületén, a Vértesi Natúrpark fokozottan védett területén, erdőben helyezkedik el a barlang. A Fáni-völgy D-i oldalában, 251 m tszf. magasságban, az útról is jól látható Fáni-völgyi 3. sz. üregtől K-re, kb. 25 m-re, kb. 30 m relatív magasságban található a Fáni-völgyi 5. sz. üreg. A völgy K-i végét lezáró sorompótól a műúton Ny-ra, kb. 120 m-t haladva lehet eljutni a Fáni-völgyi 5. sz. üreg közelébe. Kicsi, háromszög alakú bejárata kis sziklakibúvás aljában fekszik.
Triász dolomitban húzódik az üreg. A barlang kialakulását előkészítette a tektonika. Az üreg kifagyásos kőzetaprózódás és korrózió miatt jött létre. A bejárattól kezdve befelé emelkedő, szűk, hasadékjellegű üreg elülső része csak kúszva járható. Belső részében kevésbé meredek, a végében pedig fel is lehet állni. Kitöltése némi kőzettörmelék, illetve humusz és avar (leginkább a bejárat környékén). Falain szép, karfiolszerű érintetlen borsókövek jöttek létre. A nehezen járható (meredek) terepen megközelíthető, könnyen, barlangjáró alapfelszerelés használatával járható barlang megtekintéséhez nem szükséges engedély.
1979-ben volt először Fáni-völgyi 5. sz. üregnek nevezve a barlang az irodalmában. Előfordul a barlang az irodalmában Fáni-völgyi 2. hasadékbarlang (Kordos 1984), Fáni-völgyi–2. hasadékbarlang (Kocsis 1975), Fáni-völgyi–2.sz. hasadékbarlang (Bertalan 1976), Fáni-völgyi 5.sz. barlang (Egri 2003) és Fáni-völgyi 5.sz. üreg (Bertalan 1976) neveken is.

## Kutatástörténet
Az 1962-ben kiadott, A barlangok világa című könyv szerint a Vértes hegységben lévő Fáni-völgyben, a pataktól 10–12 m-rel magasabban kis barlangok vannak. A Ferencvárosi Természetbarátok Sportköre Barlangkutató Csoportjának váltott tagokból álló egyik csoportja, melyet Horváth János vezetett, 1968-ban folytatta a Vértes hegység bejárását és a hegységben lévő barlangok háromsíkú felmérését. Ez a csoport a Fáni-völgyben felmért kilenc, részben korábban ismert (I–IX. jelzésű) sziklaüreget. Az FTSK Barlangkutató Csoport 1969. évi jelentése szerint Horváth János az 1968. tavaszi-őszi barlangfelmérések felhasználásával 1969-ben elkészítette a Fáni-völgy (Vértes hegység) 9 üregének térképét. A térképeken 1:100 méretarányban vannak bemutatva a barlangok.
A Kocsis Antal által írt, 1975-ben megjelent kiadványban az van írva, hogy a Fáni-völgyi 5. sz. üreg (Fáni-völgyi–2. hasadékbarlang) és a Fáni-völgyi 4. sz. üreg ugyanazon a völgyoldalon található. A Fáni-völgyi 5. sz. üreg a Fáni-völgyi 4. sz. üregtől kissé feljebb, 15 m-re fekszik. A Fáni-völgyi 5. sz. üreg (a Fáni-völgyi 4. sz. üreghez hasonlóan) hosszanti és függőleges repedés mentén jött létre. A dolomitban létrejött szűk bejáratú barlang DNy-i irányú. A barlang 5 m hosszú, 1,4 m széles és közepén a magassága 1,4 m. Nagyon töredezett és felszakadt mennyezete omladékos és a barlang legbelső pontján 2 m magasságban van. Az üreg közepének környékén van egy külszínre nyíló, É-i irányban 3 m hosszú, keskeny repedés. Pókok és denevérek laknak a barlangban. A kiadványban lévő térképmellékleten látható a Fáni-völgyi 5. sz. üreg földrajzi elhelyezkedése. A térképen 29-es számmal van jelölve a barlang.
Az 1976-ban befejezett, Magyarország barlangleltára című kéziratban az olvasható, hogy a Vértes hegységben, Vértesbogláron helyezkedik el a Fáni-völgyi 5.sz. üreg (Fáni-völgyi–2.sz. hasadékbarlang). A Fáni-völgyi 5. sz. üreg bejárata a Fáni-völgyben, a domboldalon, a Fáni-völgyi 3. sz. üregtől kissé magasabban, D-re, kb. 25 m-re, pusztuló vékony kőzetréteg alatt található. A Fáni-völgyi 5. sz. üreg 5 m hosszú, 1,4 m széles és 1,4 m magas. A DNy-i irányú, befelé emelkedő kis üregnek majdnem a közepén van egy külszínre nyíló, É-i irányú keskeny repedés. A kézirat barlangot ismertető része 2 irodalmi mű alapján lett írva.
Az Alba Regia Barlangkutató Csoport által 1979-ben készített kézirat szerint a Fáni-völgyi 5. sz. üreg (F5) az OKTH barlangleltárában, amelyben a Vértes hegység barlangjai között a 14. számú barlang, a fenti névvel van ismertetve. A Kocsis Antal által írt kiadványban Fáni-völgyi–2. hasadékbarlang a barlang neve és 29-es a száma. Horváth János szpeleográfiai terepjelentésben ismertette az üreget. A barlang Vértesboglár szélén (Fejér megye, Bicskei járás) helyezkedik el. A Fáni-völgy DNy-i oldalában, 240 m tszf. magasságban, a Fáni-völgyi 3. sz. üreg felett, D-re, kb. 25 m-re, 30 m relatív magasságban (a völgytalptól mérve) található a Fáni-völgyi 5. sz. üreg bejárata. A Fáni-völgyi 5. sz. üreg háromszög alakú bejárata kis sziklaperem tövében van. A bejárat bal oldali vékony fala mellett nő egy vastag szálfa. Megtudja mutatni Szolga Ferenc az üreget.
A befelé emelkedő, hasadékjellegű, szűk sziklaodú néha nedves. Befoglaló kőzete breccsás triász dolomit, kitöltése pedig néhány nagy kődarab, némi kőzettörmelék és némi humusz. A barlang egy nagy és egy kicsi, egymást kb. 30°-ban metsző, függőleges hasadék mentén jött létre kifagyás és mállás miatt. Elülső része 35°-ban emelkedik és kúszva járható. Elülső részéből jobbra a főhasadék a bejárat fölé, a külszínre nyílik. Elülső részétől az üreg a hasadék irányát kis emelkedéssel követi befelé. Végén, ahol a hasadék elkeskenyedve szintén felszakadt a külszínre, fel lehet állni. Falain másodlagos oldási formák és sok szép, karfiolszerű borsókő van. Vékony az üreg kitöltése, melynek felszínére humusz és behullott levelek rakódtak. Feltűnően sok pók és lepke fordul elő a barlangban, de egérnyomok is észlelhetők benne. Lámpa használatával bejárható. A helyi jelentőségű üreg vízszintes kiterjedése 5 m, legnagyobb járható magassága pedig 2 m. Talán képződményei miatt érdekes kutatni. Megtörtént a barlang azonosítása a helyszínen, leírása, felmérése és fényképezése. Az üregben az Alba Regia Barlangkutató Csoport tagjai 1979. február 4-én, barlangkataszterező munka során jártak.

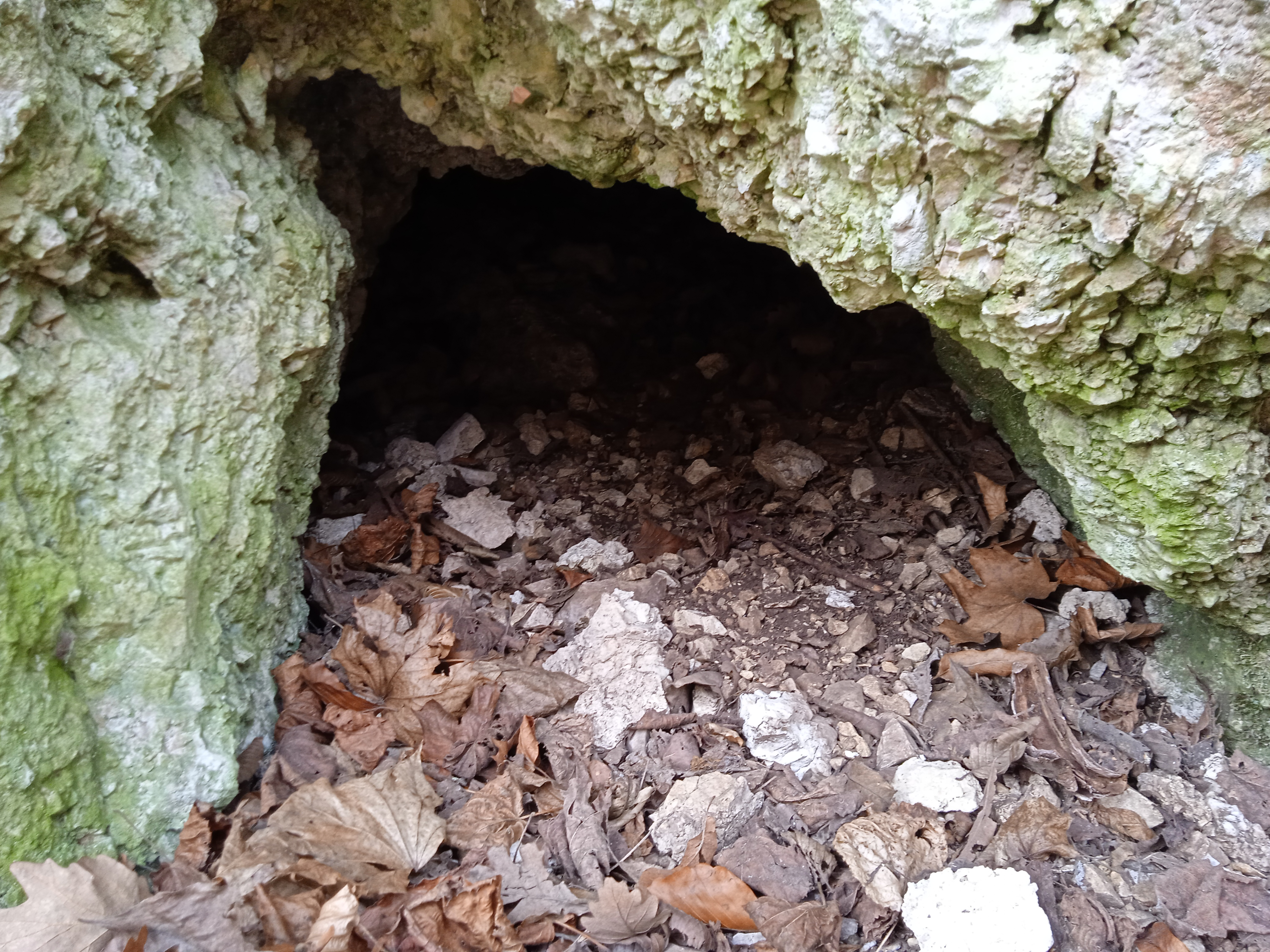
A Fáni-völgyi 5. sz. üreg bejárata

A kéziratba bekerült a barlang alaprajz térképe, hosszmetszet térképe és 4 keresztmetszet térképe. A térképek 1:100 méretarányban ábrázolják a barlangot. Az alaprajz térkép használatához a térképlapon jelölve van az É-i irány. Az alaprajz térképen látható a hosszmetszet és három keresztmetszet elhelyezkedése a barlangban. Az egyik keresztmetszet térképen a barlang bejárata van bemutatva. A térképek elkészítéséhez a barlangot Szolga Ferenc, Gönczöl Imréné, Koch Zoltán és Zentai Ferenc mérték fel 1979. február 4-én. A térképeket 1979. február 22-én rajzolta Szolga Ferenc. A kéziratban látható a Fáni-völgy térképe (kb. 1:10.000 méretarány). A térképen jelölve van az É-i irány. A térképen megfigyelhető a Fáni-völgyi 5. sz. üreg (a térképen: F5) földrajzi elhelyezkedése. A kéziratban van két olyan fénykép, amelyek szemléltetik a barlangot. Az első fényképen a barlang bejárata, a második fényképen pedig a barlang közepe látható. A fényképeket Zentai Ferenc készítette.
Az FTSK Barlangkutató Szakosztály 1980. évi jelentésében meg van említve, hogy az FTSK barlangkutató csoportja 1968. március 31-én mérte fel a Fáni-völgy üregeit. Az 1980. évi MKBT Beszámolóban publikálva lett az 1980. évi csoportjelentésnek a Fáni-völgyben lévő üregeket említő része. Az 1984-ben kiadott, Magyarország barlangjai című könyv országos barlanglistájában szerepel a Vértes hegység barlangjai között a barlang Fáni-völgyi 5. sz. üreg (Fáni-völgyi 2. hasadékbarlang) néven. A listához kapcsolódóan látható a Dunazug-hegység barlangjainak földrajzi elhelyezkedését bemutató 1:500 000-es méretarányú térképen a barlang földrajzi elhelyezkedése.
A Béni Kornél és Viszló Levente által írt, 1996-ban napvilágot látott könyvben szó van arról, hogy 10 barlang van a Fáni-völgyben. A völgyben megfigyelhető sok barlang miatt a völgy a Kőlik-völgyhöz hasonló. Ugyanolyan dolomitbreccsa a felépítő kőzet is. A Fáni-völgyben lévő barlangok kialakulásának esetében is a fagyaprózódásos kimállás játszotta a főszerepet. A völgy üregeire jellemző a borsókő előfordulása és gyakran pirosas elszíneződésű falak vannak bennük. Ennek oka ismeretlen. Az üregek lényegében három helyen koncentrálódnak, de ezek közül kettő egymással szemben, a völgy É-i és D-i oldalán fekszik. A völgy mindegyik barlangja a kisebb méretű barlangok közé tartozik.
A barlang 2003. május 1-jén, BTI kataszteri felvétel alapján készült nyilvántartólapja szerint a 4522-37 barlangkataszteri számú Fáni-völgyi 5. sz. üreg (Fáni-völgyi 2. hasadékbarlang, Fáni-völgyi 5.sz. barlang) a Vértes hegységben lévő Vértesbogláron (Fejér megye) található. Az üreg bejáratának koordinátái (Trimble Geoexplorer 3): X: 606343, Y: 235119, Z: 251. Hegyoldalon lévő sziklakibúvásban, erdőben van a barlang 0,5 m széles, 0,6 m magas, természetes jellegű, háromszög alakú és emelkedő tengelyirányú bejárata. A részletesen felmért barlang 5 m hosszú, 4 m függőleges kiterjedésű, 4 m magas, 0 m mély és 5 m vízszintes kiterjedésű. Triász dolomitban húzódik az üreg. A barlang kialakulását előkészítette a tektonika. Az üreg kifagyásos kőzetaprózódás és korrózió miatt jött létre.
Az egyszerű, hasadék térformájú barlang emelkedő aljzatú, és jellemző szelvénytípusa a szabálytalan. Karfiol borsókövek vannak benne. Szervetlen, helyben keletkezett törmelékkitöltése kőzettörmelékből áll. Talaj, humusz, avar, pók és rovarok fordulnak elő benne. Barlangleltári szám: 14. Tematikus feldolgozás: térkép, fénykép, kataszter, leírás. 1975-ben lett először említve a barlang az irodalomban (Kocsis Antal). A gyakorlatilag érintetlen barlang gyakorlatilag érintetlen aljzatú és ásványkiválásai gyakorlatilag érintetlenek. A nehezen járható (meredek) terepen megközelíthető, barlangjáró alapfelszerelés használatával járható barlang megtekintéséhez nem szükséges engedély. Illetékes természetvédelmi hatóság: Duna–Ipoly Nemzeti Park Igazgatóság. A barlang felszínének védettsége: Vértesi Tájvédelmi Körzet (19/1976. OTvH határozat). A barlang állapota a barlang 1979-ben történt leírása óta nem változott, és napjainkban sincs olyan veszélyeztető tényező, amely a jövőben különösebben veszélyeztetné az üreg jelenlegi állapotát.
A Juhász Márton által írt, 2007-ben kiadott tanulmányban az olvasható, hogy a Vértesbogláron (Fejér megye) elhelyezkedő Fáni-völgyi 5.sz. üreg (Fáni-völgyi 2.sz. hasadékbarlang, Fáni-völgyi 5.sz. barlang) közhiteles barlangnyilvántartási száma 4522/37, UTM-kódja CT05C3. A Fáni-völgyben található, csak 5 m hosszú barlang 0,5 m széles, 0,6 m magas, háromszög alakú bejárata egy meredeken emelkedő kúszójáratba vezet, melynek végén egy 2 m magas fülke fekszik. A barlang felső triász dolomit törésvonala mentén keletkezett korrózió és kifagyásos kőzetaprózódás miatt. Falain borsókő képződmények vannak, melyek karfiolszerűek. Kis mérete és jellege miatt nagyon érvényesülnek benne a külszíni hőmérsékleti viszonyok. Eddig csak Kocsis Antal (1975) említette, hogy a barlangban élnek denevérek. Ő azonban nem írt fajnevet és egyedszámot. Az új (2003–2006. évi) ellenőrzések mindegyikének eredménye negatív lett. A barlangban végzett denevér-megfigyelésekkel kapcsolatos irodalom 1 kéziratból és 1 publikációból áll. Jelenleg nincs szükség védelmi intézkedésre, beavatkozásra. A barlang feltételesen alkalmi téli és/vagy nyári denevérszálláshelynek tekinthető a rendelkezésre álló információ alapján.

## További irodalom
- Horváth János: Szpeleográfiai terepjelentések az 1966., 1970. és 1974. évekből. Kéziratok. (A kéziratok megtalálhatók a Magyar Karszt- és Barlangkutató Társulat Dokumentációs Szakosztályánál.)
- Juhász Márton – Paulovics Péter – Staudinger István: Denevérfaunisztikai kutatások a Vértes hegységben. Kézirat. (V. Magyar Denevérvédelmi Konferencia, Pécs, 2005. december 3–4.)